# Бишче

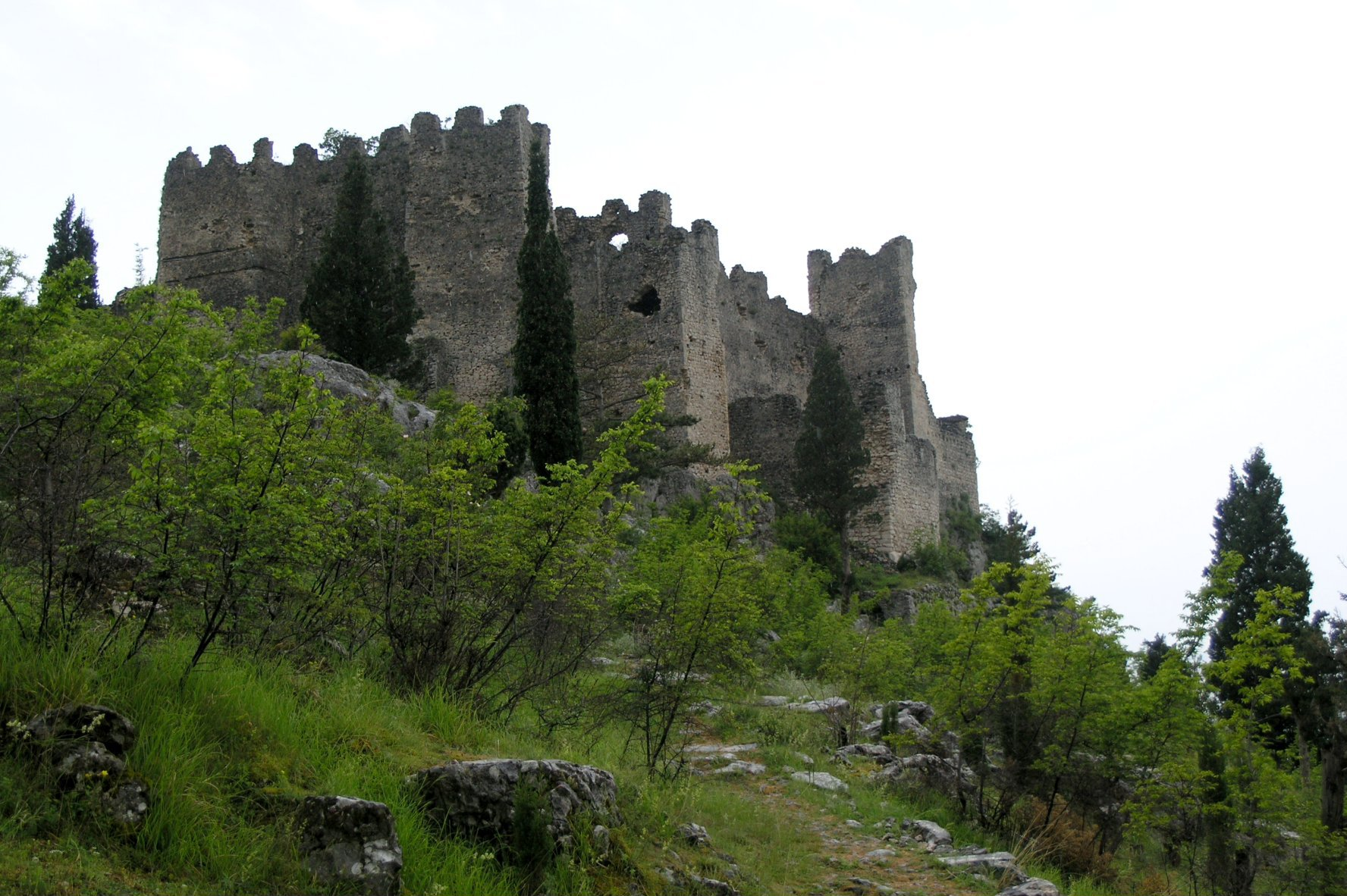
Крепость Благай (крепость)

Бишче (босн. Bišće) — жупа в Хуме, резиденция королей Боснии и вельмож. Находилась в мостарской долине на левом берегу Неретвы.
На западе граница жупы проходила по Неретве. За Неретвой находилась жупа Веченике. На севере граница жупы проходила по горам Вележ и Прень, за которыми находилась жупа Неретва. На востоке граничила с жупой Невесине, на юге — с жупой Дубраве.
В жупу входили две равнины — Биело-поле на севере и Бишче-поле на юге. В жупе находилась крепость Благай и крепость, имя которой неизвестно, над деревнями Подгорани и Приграджани.
Благай — самый древний город в жупе. Расположен на холме над истоком Буны на месте римского города Бона. В Благае находился замок рода Косачей.
В жупе находился в XV веке монастырь францисканцев.